# Corvo (Cap Verd)
Corvo és un llogaret al nord de l'illa de Fogo a l'arxipèlag de Cap Verd. Està situada vora la costa, 5 kilòmetres a l'oest de Mosteiros.